# Christopher Bisping
Christopher Bisping (* 1974 in Bonn) ist ein deutscher Jurist.

## Leben
Er studierte in Bonn und Edinburgh Rechtswissenschaften. Sein erstes juristisches Staatsexamen legte er 1999 in Köln. Die große juristische Staatsprüfung 2003 legte er nach dem Vorbereitungsdienst in Hamburg ab. Er erwarb den Master of Laws an der University of Edinburgh. Von 2001 bis 2003 war er wissenschaftlicher Mitarbeiter am Max-Planck-Institut für ausländisches und internationales Privatrecht in Hamburg. Von 2003 bis 2021 war er in England tätig, zunächst als DAAD-Fachlektor für deutsches Recht an der University of Warwick, von 2008 bis 2012 als Lecturer in Law an der University of Leicester und von 2012 bis 2021 zunächst Assistant, später Associate Professor an der University of Warwick. Seit 2021 ist er Professor für vergleichendes Zivilrecht, insbesondere für Verbraucherrecht und Dekan des Master of Law and Business an der Bucerius Law School.
Seine Forschungsschwerpunkte sind internationales Privat- und Zivilverfahrensrecht, Vertrags- und Wirtschaftsrecht, Rechtsvergleichung, anglo-amerikanisches Common Law und Wirtschaftswissenschaften.